# MOA-2007-BLG-192-L b
MOA-2007-BLG-192-L b – planeta pozasłoneczna typu superziemia, orbitująca wokół brązowego karła MOA-2007-BLG-192L. Układ planetarny MOA-2007-BLG-192 został odkryty przez międzynarodowy zespół naukowców w ramach programu MOA-II, przy współpracy uczonych z Polski (projekt OGLE). Planetę wraz z macierzystą gwiazdą odkryto 2 czerwca 2008 roku, przy pomocy metody mikrosoczewkowania grawitacyjnego.
Planeta ma masę 3,3+4,9−1,8 razy większą niż Ziemia. Jest jedną z najmniejszych odkrytych planet pozasłonecznych. Średnia odległość od macierzystej gwiazdy wynosi 108 milionów kilometrów.
Z uwagi na słabe światło gwiazdy, temperatura atmosfery planety spada poniżej -200 °C.
Przypuszcza się, że planeta jest utworzona z lodu oraz gazu i tym samym przypomina Neptuna.